# Roßfeld (Göllstock)
Das Roßfeld, auch Rossfeld, Gipfel 1537 m ü. A., ist ein nördlicher Ausläufer des Gölls an der österreichisch-deutschen Grenze im Nordosten der Berchtesgadener Alpen.

## Lage und Landschaft
Das Roßfeld bildet den nordstreifenden Nebengrat des Göll zwischen Salzach und Berchtesgadener Ache, trennt also das Halleiner Becken von der „Beckenlandschaft“ des Berchtesgadener Kessels bzw. der geomorphologischen Einheit Berchtesgadener Talkessel.
Die Westflanke erstreckt sich im Berchtesgadener Land (Landkreis Berchtesgadener Land) über einen Teil des Gemeindegebiets von Berchtesgaden (Gemarkung Eck, unter anderem mit der Roßfeld-Skihütte) und dem gemeindefreien Gebiet Eck (unter anderem mit der Roßfeldalm sowie der Oberen und Unteren Ahornalm). Die Ostflanke gehört zu den Ortschaften Weißenbach und Gasteig von Kuchl im Tennengau (Bezirk Hallein).
Im Salzachtal prägnant als Bergzug, 1000 m frei abfallend, stellt sich das Roßfeld in der markanten Bergumrahmung des Berchtesgadener Talkessels nur unscheinbar dar und zieht sich sanftkuppig und besiedelt ins Tal.

Im Süden setzt er am Westgrat zwischen Hauptgipfel (Hoher Göll) und Kehlsteinhaus an. Dann zieht sich der Hahnenkamm genannte Grat vom Ahornbüchsenkogl (1604 m ü. A.) zum Roßfeld-Gipfel. Nach Norden findet er im Zinken(-kopf, -kogel) (1336,2 m) und im Halleiner Dürrnberg seinen Ausläufer und wendet sich dann, von der Berchtesgadener Ache/Königsseeache bei Marktschellenberg und Hangender Stein durchbrochen, zum Untersberg hin (Kienberggrat zum Geiereck).

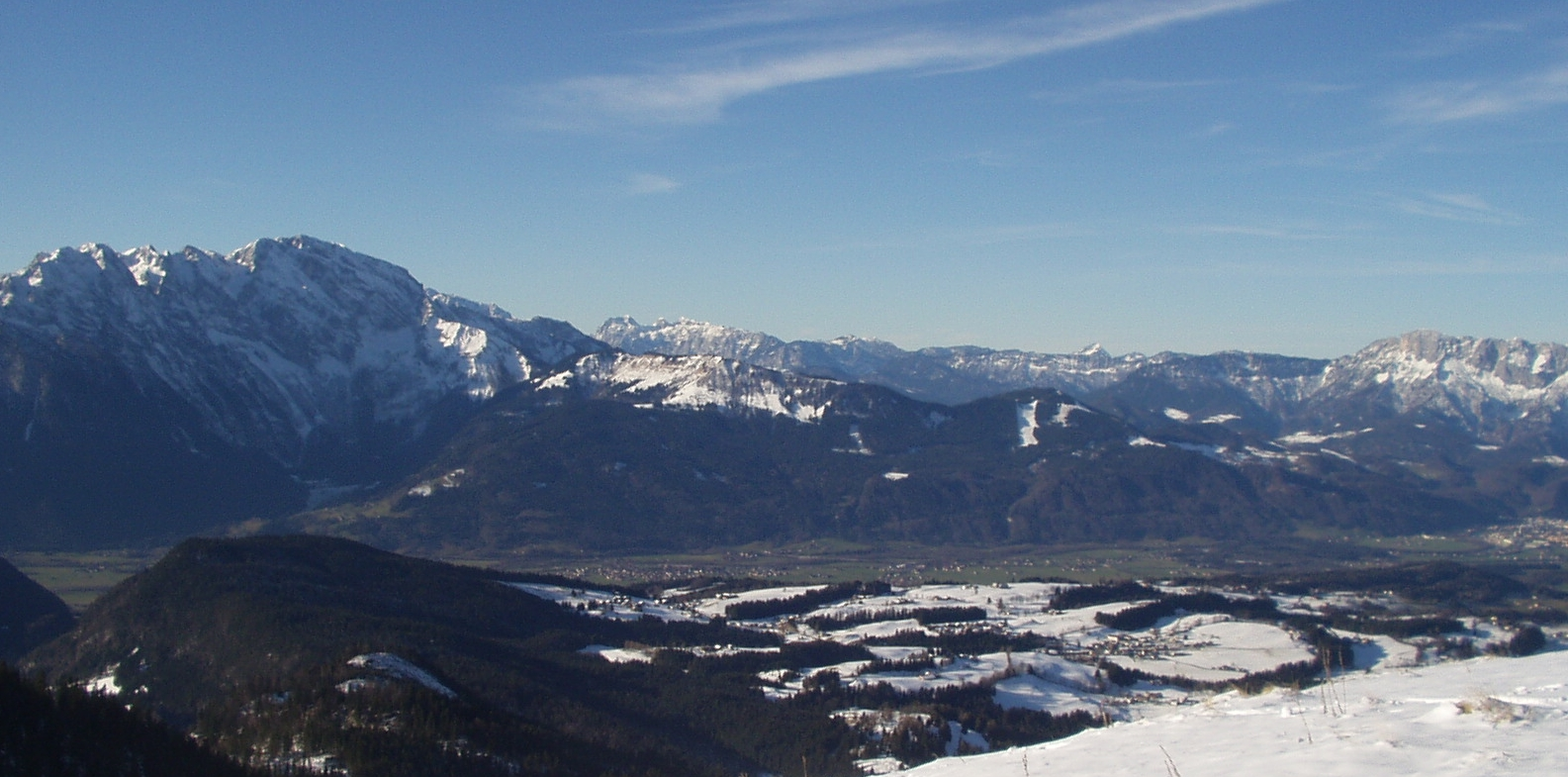
Göll–Roßfeld–Zinken–Dürrnberg-Zug, vom Trattberg
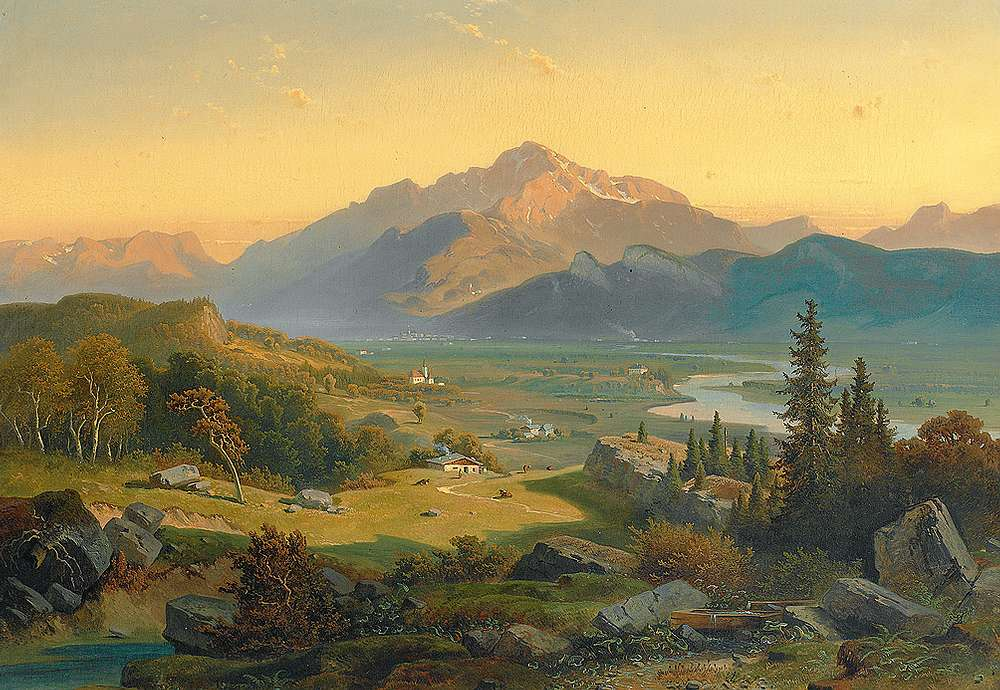
Josef Mayburger: Abendliche sommerliche Landschaft im Salzachtal, 19. Jh. (über Schloss Urstein)

## Geologie
Das Roßfeld ist eine nördlich an die Kalkmassen des Gölls anschließende Deckscholle von kieseligen Sandsteinen und hornsteinführenden sandigen Mergeln, die Roßfeld-Formation genannt wird. Sie stammt aus der Zeit Hauterivium bis Barremium der Unterkreide und ist etwa 130 Mio. Jahre (mya) alt. Direkt westlich des Gipfels liegt ein weiterer Schollenrest mit ladinischem Dolomit und Haselgebirge des Oberperm (230–260 mya), die Nordwestflanke zeigt dann schon das glazial überprägte Bild der triassischen Hallstätter und Reichenhaller Formationen (200–230 mya), die den Halleiner Salzberg hervorbringen.
Die Roßfeld-Formation zieht sich am Salzachtal entlang nordwärts,  findet sich auch östlich von Kuchl und Golling (Moldan-Gipswerke Grubach-Moosegg) und von dort weiter bis an den Alpenostrand, wie auch im Saalachtal etwa an der Steinplatte. Die Geologie der ganzen Göll-Lammer-Masse, Hallstätter Fazies und der Störzone über unteres Lammertal–Gosauer Becken ist nicht gänzlich geklärt.

## Erschließung und Naturschutz
Bis zum Gipfel wird das Roßfeld mit seinen Almen von der Roßfeldhöhenringstraße durchzogen. Die mautpflichtige Panoramastraße führt östlich des Hahnenkamm-Grates, obschon deutsche Bundesprivatstraße, zum Teil über österreichisches Gebiet und bietet einen weiten Blick in die Salzburger Vor- und Kalkalpen bis zum Dachsteingebirge.

Der an dieser Straße gelegene österreichische Abschnitt ist seit 1960 als Landschaftsschutzgebiet Roßfeldstraße (LSG 39) ausgewiesen bzw. als „landwirtschaftlich geprägte Kulturlandschaft bzw. Almregion und grenzüberschreitendes Erholungsgebiet in Form einer Ausflugsrundstraße“.
Am nördlichen Seitengipfel, dem Zinkenkopf (1336 m ü. A.), wurde von Dürrnberg-Gmerk aus eine Sommerrodelbahn eingerichtet.

Zudem wird das Roßfeld mit seinen zahlreichen Höhen- und Forststraßen als Mountainbike-Gelände und auf deutscher Seite schon seit langem als Skigebiet genutzt, das auch die Möglichkeit einer Abfahrt bis nach Ober- und Unterau bietet.

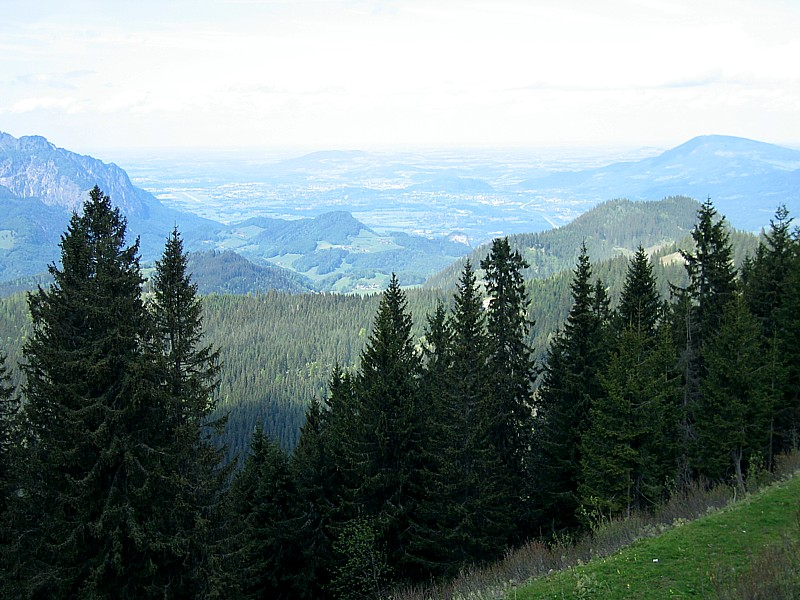
Blick ins Berchtesgadener Land, westwärts
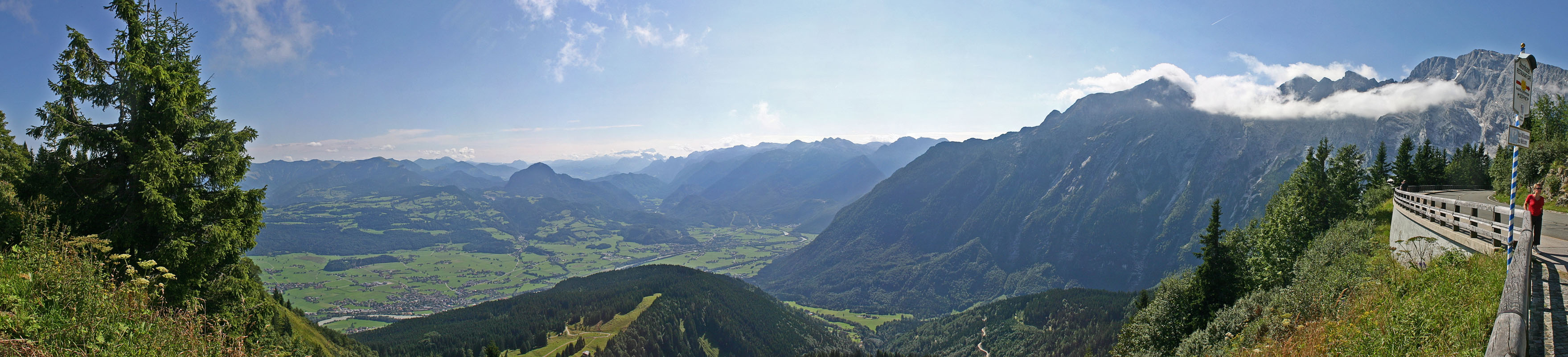
Blick in den Tennengau, südostwärts

## Nachweise
- Roßfeld. In: Salzburger Nachrichten: Salzburgwiki.

1. 1 2  Bundesamt für Naturschutz: Landschaftssteckbrief – 1600 Berchtesgadener Alpen, Letzte Änderung: 1. März 2012, online unter bfn.de
2. ↑  Zu „geomorphologische Einheit Berchtesgadener Talkessel“ siehe Planungsbüro Steinert, Landschafts + Ortsplanung (D-83236 Übersee): Markt Berchtesgaden – Flächennutzungsplan mit Landschaftsplanung, Kapitel: 2.6 Schutzgut Landschaft; Umweltberichte vom 6. März 2014 bis 6. März 2016, PDF-Datei S. 16 von 48 Seiten; zudem mehrfache Nutzung der Begriffe „Talkessel“ und „Talkesselgemeinden“ ab S. 3, online unter gemeinde.berchtesgaden.de
3. ↑  vergl. Oliver Josef Krische: Die Platznahme der Alpinen Haselgebirge Mélange: Die geodynamische Entwicklung der zentralen Nördlichen Kalkalpen im höchsten Ober-Jura und in der Unter-Kreide. Dissertation, Montanuniversität Leoben, 2012 (abstract, mu online)
4. ↑  Roßfeldstraße im Naturschutzbuch des Landes Salzburg